# Schottheide
Schottheide – miejscowość w gminie Kranenburg, w powiecie Kleve, w rejencji Düsseldorf, w Nadrenii Północna-Westfalia. Wieś ma 663 mieszkańców.

## Położenie

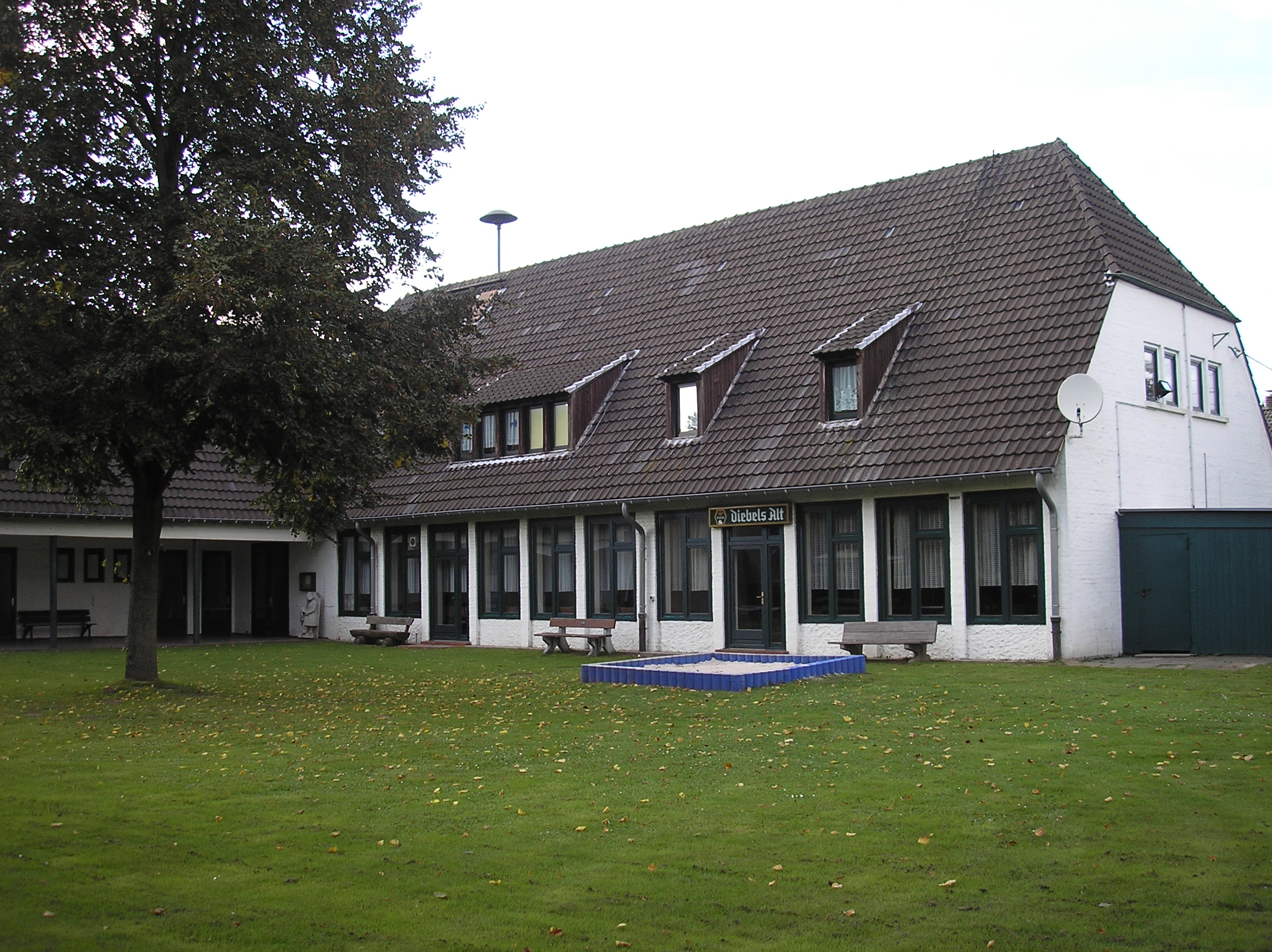
Dom kultury "Alte Schule"

Schottheide znajduje się bezpośrednio na terenie rezerwatu przyrody Reichwald.

## Ruch drogowy
W pobliżu wsi przebiega droga federalna B504. Autobusy Verkehrsgemeinschaft Niederrhein łączą wieś linią 55 z innymi miejscowościami.

## Historia
Nazwa Schottheise pojawił się po raz pierwszy 1414 jako  "Schoedscheheye". Teren ten był niezamieszkany aż do XVIII wieku i był wrzosowiskiem Frasselt. W 1783 roku wrzosowisko zostało sparcelowane w ramach pruskiej kolonizacji i stopniowo zasiedlone.
W sąsiednim lesie Reichwald i w otoczeniu miejscowości  na wiosnę 1945 roku odbyła się tak zwana bitwa w Reichwald. W tej walce o dolny Ren miejscowość bardzo ucierpiała.
Do XX wieku Schottheide było uzależnione od Frasselt w którym była też parafia. Dopiero po II wojnie światowej Schottheide mogło się uniezależnić. W 1953 roku powstała szkoła ludowa została zamknięta już w 1968 roku. Od 1975 roku jest używany jako dom kultury.